# レイノサ・ブロンコス
レイノサ・ブロンコス (英語: Reynosa Broncos、ブロンコス・デ・レイノサ (スペイン語: Broncos de Reynosa)) は、メキシコ合衆国タマウリパス州レイノサに本拠地を置いたリーガ・メヒカーナ・デ・ベイスボルのプロ野球チームである。
本拠地球場はエスタディオ・アドルフ・ロペス・マテオス。マイナーリーグAAAクラスを与えられていた。
1963年にリーガ・メヒカーナ・デ・ベイスボルのチームとなり、1969年に唯一のリーグ優勝を果たした。
2017年に移転し、球団名が「レオン・ブラボーズ」に変更となる。

## 選手名鑑

### 所属選手
| 投手 - 24 ダニエル・バカ (Daniel Baca) - 22 カルロス・バルボア (Carlos Balboa) - 37 ヘスス・カリーリョ (Jesus Carrillo) - 43 ボビー・クレイマー (Bobby Cramer) - 9 オマー・エスピノーサ (Omar Espinoza) - 35 ショーン・グリーソン (Sean Gleason) - 53 ルディー・ゴンザレス (Rudy Gonzalez) - 15 ホセ・フェルナンデス (Jose Hernandez) - 38 オスカー・ウルタド (Oscar Hurtado) - 51 クパチーノ・レオン (Cupertino Leon) - 55 セルジオ・リサラガ (Sergio Lizarraga) - 80 エドリアン・C・ラミレス (Adrian C. Ramirez) - 56 フランシスコ・リベラ (Francisco Rivera) - 6 ホセ・サンチェス (Jose Sanchez) - 57 マルコ・トーバー (Marco Tovar) | 捕手 - 31 マルコ・チキュアテ (Marco Chicuate) - 16 フランシスコ・エスパラーゴザ (Francisco Esparragoza) - 19 リカルド・ゴンザレス (Ricardo Gonzalez) - 26 アダン・ムノス (Adan Munoz) 内野手 - 48 ロドルフォ・アマダー (Rodolfo Amador) - 62 フランシスコ・エリアス (Francisco Arias) - 28 ドミンゴ・カストロ (Domingo Castro) - 12 ホゼ・エスピノーザ (Jose Espinoza) - 7 ニコラス・ガルシア (Nicolas Garcia) - 5 ロサリオ・イラソキ (Rosario Irazoqui) - 30 ホセ・ルナ (Jose Luna) - 36 カルロス・リベラ (Carlos Rivera) 外野手 - 42 ルーベン・アグラモン (Ruben Agramon) - 33 ホセ・アギラ (Jose Aguilar) - 49 フアン・カマチョ (Juan Camacho) - 22 ホルヘ・カモルリンガ (Jorge Camorlinga) - 13 フランク・ディアズ (Frank Diaz) - 29 クリスティアン・プレシチ (Cristhian Presichi) |
| * アクティブロースター外 2013年12月21日更新 [公式サイト(英語)より：ロースター] | |

### 過去に所属していた主な有名選手
- ディオニス・セサル
- ポール・オセゲラ
- ヴァル・パスクチ